# Neuroxena rubriceps
Neuroxena rubriceps là một loài bướm đêm thuộc phân họ Arctiinae, họ Erebidae.